# Tim Gutberlet
Tim Gutberlet (* 23. August 1971 in Dortmund) ist ein ehemaliger deutscher Fußballspieler.

## Karriere
Gutberlet spielte bis zum 17. Lebensjahr in der Fußballabteilung des TSC Eintracht Dortmund, bevor er 1988 zur Nachwuchsmannschaft von Borussia Dortmund gelangte und mit ihr drei Spielzeiten absolvierte. Von 1990 bis 1993 gehörte er zeitweise auch dem Profi-Kader der Dortmunder an, ohne allerdings eingesetzt worden zu sein.
Zur Saison 1993/94 wechselte er zu Arminia Bielefeld in die Oberliga Westfalen und erzielte acht Tore in 28 Punktspielen.
In der Folgesaison ging er für den SV Darmstadt 98 auf Torejagd und erzielte elf Tore in 31 Regionalligaspielen. Zur Saison 1995/96 wechselte er zu Tennis Borussia Berlin, mit dem Verein er am Saisonende Meister der Regionalliga Nordost wurde und mit 21 Punktspielen und zwei Toren daran Anteil hatte. Den Aufstieg in die 2. Bundesliga verpasste er mit seiner Mannschaft in der Relegation gegen den VfB Oldenburg – nach Hin- und Rückspiel – denkbar knapp.
Von 1997 bis 1998 war er in der Regionalliga Süd für die Amateurmannschaft des FC Bayern München aktiv. Für den FC St. Pauli, seiner nächsten Station, kam er erstmals in der 2. Bundesliga zum Einsatz und wurde in drei Punktspielen eingesetzt.
Zur Saison 1999/2000 kehrte Gutberlet nach Darmstadt zurück und bestritt 29 Regionalligaspiele, in denen er drei Tore erzielte, ehe er ein Jahr später wieder für eine Saison beim FC St. Pauli spielte. Nachdem er zwei Jahre lang vereinslos war, spielte Gutberlet ab 2003 im Amateurbereich für den Lüner SV, von 2004 bis 2006 am Niederrhein für Siegfried Materborn und danach für die SG Bustedt.

## Sonstiges
Gutberlet gehört der Traditionsmannschaft des SV Darmstadt 98 an. Er spielte 2008 auch in der Traditionsmannschaft von Borussia Dortmund. Gutberlet nahm auch in Traditionsauswahlen des BVB an Hallenfußballturnieren mindestens ab 2003 teil.